# 1 grosz wzór 2013
1 grosz wzór 2013 – moneta jednogroszowa, wprowadzona do obiegu 3 marca 2014 r. Zastąpiła jednogroszówkę wzór 1990 różniącą się wzorem awersu i materiałem z którego została wykonana.
Moneta jest bita począwszy od 2013 r.

## Awers
W części centralnej umieszczony jest wizerunek orła ustalony dla godła Rzeczypospolitej Polskiej, poniżej orła, półkolem od lewej strony ku prawej, napis: „RZECZPOSPOLITA POLSKA”, w otoku stylizowane pierścienie, w górnej części przecinające się, u dołu rozdzielone oznaczeniem roku emisji. Na monetach z lat 2013–2016 znak mennicy The Royal Mint znajduje się pod łapą orła po prawej stronie, natomiast od 2017 roku znak Mennicy Polskiej S.A. jest umieszczany pod łapą orła po lewej stronie.

## Rewers
Na tej stronie monety znajduje się duża cyfra 1, poniżej poziomy napis: „GROSZ”, nad cyfrą gałązka z liściem dębu.

## Nakład
Moneta jest bita w stali powlekanej mosiądzem, na krążku o średnicy 15,5 mm, masie 1,64 grama, z rantem ząbkowanym, według projektów:
- Sebastiana Mikołajczaka (awers)[4] oraz
- Ewy Tyc-Karpińskiej (rewers),

w mennicach:
- The Royal Mint oraz
- Mennicy Polskiej S.A[2].

Do 2023 roku nakłady monety w poszczególnych latach przedstawiały się następująco:
| Lp. | Rocznik | Mennica             | Znak mennicy | Nakład (sztuk) | Uwagi                                                                                            |
| --- | ------- | ------------------- | ------------ | -------------- | ------------------------------------------------------------------------------------------------ |
| 1   | 2013    | The Royal Mint      | krzyż        | 1 000 000      | partia pilotażowa wprowadzona do obiegu w 2014 r., w roczniku tym bito również 1 grosz wzór 1990 |
| 2   | 2014    | The Royal Mint      | krzyż        | 333 924 900    | w roczniku tym bito również 1 grosz wzór 1990                                                    |
| 3   | 2015    | The Royal Mint      | krzyż        | 388 560 000    |                                                                                                  |
| 4   | 2016    | The Royal Mint      | krzyż        | 266 011 103    |                                                                                                  |
| 5   | 2017    | Mennica Polska S.A. | MW           | 391 200 000    |                                                                                                  |
| 6   | 2018    | Mennica Polska S.A. | MW           | 435 840 000    |                                                                                                  |
| 7   | 2019    | Mennica Polska S.A. | MW           | 413 520 000    | istnieją również kolekcjonerskie wersje tego rocznika wybite w złocie oraz w srebrze             |
| 8   | 2020    | Mennica Polska S.A. | MW           | 400 080 000    |                                                                                                  |
| 9   | 2021    | Mennica Polska S.A. | MW           | 319 440 000    |                                                                                                  |
| 10  | 2022    | Mennica Polska S.A. | MW           | 121 920 000    |                                                                                                  |
| 11  | 2023    | Mennica Polska S.A. | MW           | 338 880 000    |                                                                                                  |
| 12  | 2024    | Mennica Polska S.A. | MW           | 309 360 000    |                                                                                                  |

## Opis
Z datą na monecie 2013 i 2014 w obieg wpuszczano jednogroszówki o starym i nowym wzorze awersu.
27 lutego 2019 r. zostały wprowadzone do sprzedaży (obiegu) wersje rocznika 2019 wybite w srebrze (5000 sztuk) i złocie (1000 sztuk) będące częścią zestawów kolekcjonerskich upamiętniających stulecie wprowadzenia złotego.